# Luis Enrique Carpio
Luis Enrique Carpio (Arequipa, 1930) es un educador peruano que se postuló a la segunda vicepresidencia en las elecciones generales del Perú (2006), bajo la candidatura de la abogada Lourdes Flores Nano.
Ha sido rector de la Universidad Católica de Santa María. El 19 de diciembre fue presentado, junto con Arturo Woodman, para integrar la plancha presidencial de Unidad Nacional, la cual preside Lourdes Flores Nano.